# يوهيمرية
اليوهيمرية نهج لتفسير الأساطير يفترض أن الروايات الأسطورية نشأت من أحداث تاريخية أو شخصيات حقيقية. تفترض اليوهيمرية أن الروايات التاريخية تصبح أساطير عندما يبالغ في إعادة سردها، وفي تجميع التفسيرات والتعديلات التي تعكس الأعراف الثقافية. سميت باسم جامع الأساطير اليوناني يوهيميروس، الذي عاش في أواخر القرن الرابع قبل الميلاد. وتسمى اليوهيمرية في أدبيات الأساطير الحديثة، مثل أساطير بولفينش، «النظرية التاريخية» للميثولوجيا.
لم يكن يوهيميروس أول من حاول تبرير الأساطير من الناحية التاريخية: وُجدت وجهات نظر يوهيمرية في كتابات مبكرة بما فيها كتابات كزينوفانيس، وهيرودوت، وهيكاتيوس الأبديري وإفوروس. ولكن، أدى التأثير الدائم ليوهيميروس على المفكرين اللاحقين مثل الشاعر الكلاسيكي إينيوس (المولود عام 239 قبل الميلاد) ومؤلف العصر الحديث أنطوان بانييه (المولود عام 1673 ميلادي) إلى تعريفه كمؤسس هذه المدرسة الفكرية.

## المسيحيون

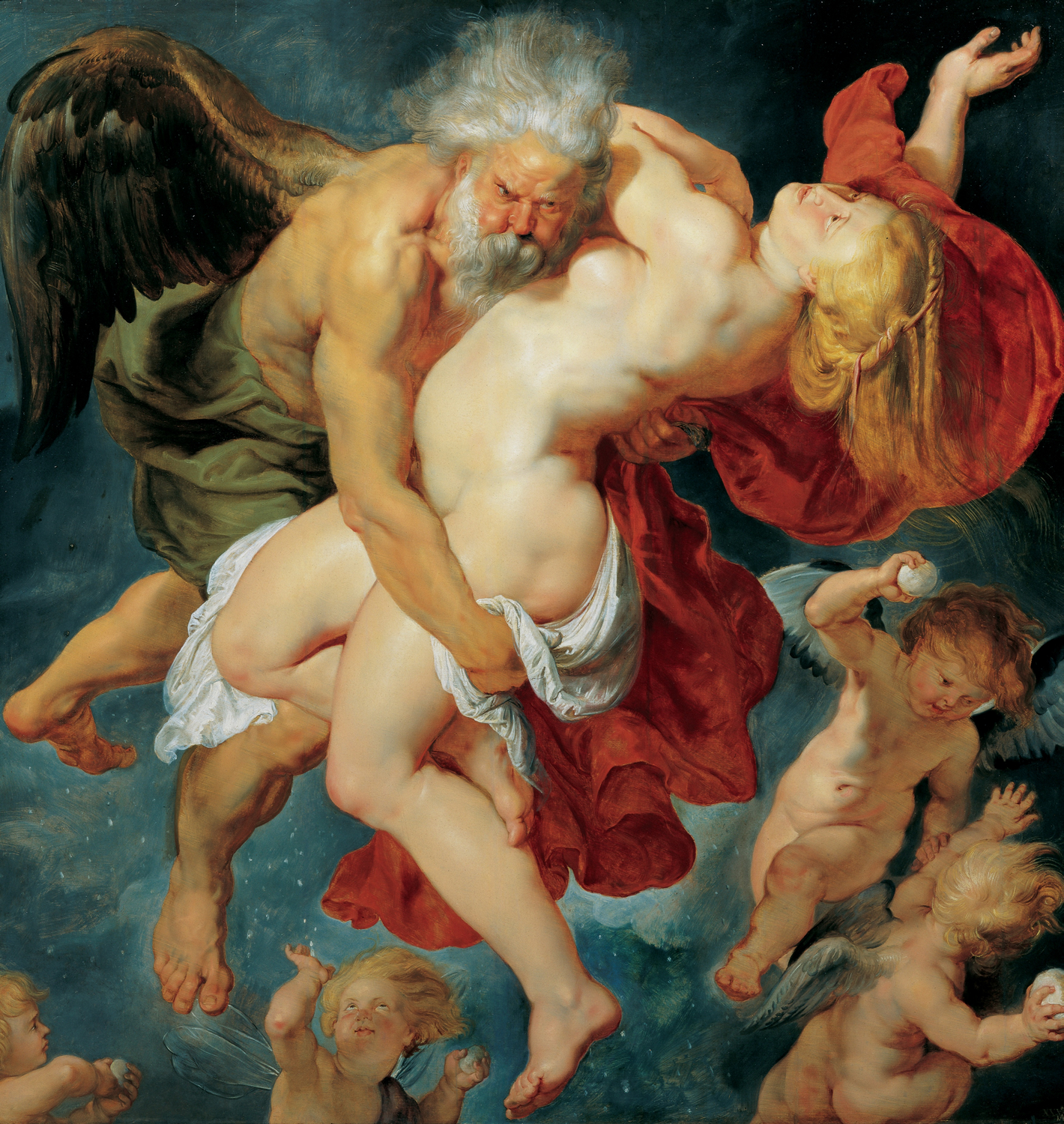
لوحة اغتصاب أوريثيا من قبل بورياس

اعتنق المسيحيون الأوائل، مثل آباء الكنيسة، اليوهيمرية، بسبب عدائهم للوثنية، في محاولة لتقويض شرعية الآلهة الوثنية. ويمكن تلخيص فائدة وجهات نظر اليوهيمرية للمدافعين المسيحيين الأوائل في صرخة نصر إكليمندس الإسكندري في كتابه كورتاتيو دي جينتس (تشجيع للدول): «أولئك الذين تنحنون لهم كانوا ذات يوم رجالاً مثلكم». 

### كتاب الحكمة
يحتوي سفر الحكمة (حكمة سليمان)، وهو من الأسفار القانونية الثانية، على فقرة، سفر الحكمة الإصحاح 14 الآيات 12-21، تعطي تفسيرًا يوهيمريًا لأصل الأصنام.

### المدافعون المسيحيون الأوائل
نشر المدافعون المسيحيون الأوائل حجة اليوهيمرية لدعم موقفهم بأن الأساطير الوثنية كانت مجرد مجموعة خرافات اختراعها الإنسان. كتب سيبريان، وهو معتنق للمسيحية مولود في شمال أفريقيا، مقالاً قصيرًا بعنوان دي ديدولورم فينيتاتي («بطلان الأصنام») في عام 247 ميلادي، يفترض أن الأساس المنطقي اليوهيمري لا يحتاج إلى أي دليل. يبدأ سيبريان:
هؤلاء ليسوا آلهة عبدهم عامة الناس، ويُعرف ذلك من التالي: كانوا في السابق ملوكًا، وبدأ شعبهم بسبب ذكراهم الملكية يعبدهم حتى بعد موتهم. ومن ثم أسست لهم معابد. ومن ثم نُحتت الصور للاحتفاظ بملامح المتوفى من خلال الشبيه؛ وقدم الرجال بالضحايا واحتفلوا بأيام الأعياد بطريقة تمنحهم الشرف. بعد ذلك، أصبحت تلك الطقوس، التي اعتُمدت في البداية كتعزية، مقدسة.
ينتقل سيبريان مباشرة إلى أمثلة، مثل تأليه ميلسرتيس وليوكوثيا؛ «يموت الكاستور [أي كاستور وبولوكس] بالتناوب، ليعيشا»، وذلك إشارة إلى مشاركة التوأمين السماويين اليومية المتبادلة لخلودهما. يقول سيبريان «يمكن رؤية كهف جوبيتر في كريت، وضريحه ظاهر»، أدى هذا إلى الخلط بين زيوس وديونيسوس ولكنه أظهر أن عبادة الكهف المينوسية كانت قائمة في كريت في القرن الثالث الميلادي. كانت حجة سيبريان في عرضه، هي تهميش التوفيق بين المعتقدات الوثنية، للتأكيد على التنوع الفردي للآلهة المحلية:
بسبب هذا، تتغير ديانات الآلهة بأشكال مختلفة بين الأمم الفردية والأقاليم، إذ لا يعبد إله واحد من قبل الجميع، بل يحافظ كل منهم، على عبادة أسلافه بطريقة مميزة.